# Carlos de Queiroz Galvão
Carlos de Queiroz Galvão é sócio da construtora Queiroz Galvão.